# Saint-Barthélemy-Grozon
Saint-Barthélemy-Grozon é uma comuna francesa na região administrativa de Auvérnia-Ródano-Alpes, no departamento de Ardèche. Estende-se por uma área de 19,4 km². Em 2010 a comuna tinha 525 habitantes (densidade: 27,1 hab./km²).